# 룩셈부르크의 유로 주화
룩셈부르크의 유로 주화 앞면에는 룩셈부르크의 대공인 앙리의 초상화가 그려져 있다. 주화에는 유럽 연합의 상징인 12개의 별과 발행 연도 그리고 "룩셈부르크"(룩셈부르크어: Lëtzebuerg)가 쓰여져 있다.

## 룩셈부르크의 유로 주화 디자인
| € 0.01             | € 0.02 | € 0.05          |
| ------------------ | ------ | --------------- |
|                    |        |                 |
| 앙리 대공의 초상화 |        |                 |
| € 0.10             | € 0.20 | € 0.50          |
|                    |        |                 |
| 앙리 대공의 초상화 |        |                 |
| € 1.00             | € 2.00 | € 2 주화 모서리 |
|                    |        | 2와 별 2개      |
| 앙리 대공의 초상화 |        |                 |